# Lançalot
Lançalot (o Lancelot) del Llac és un cavaller de la Taula Rodona, segons la llegenda artúrica i la matèria de Bretanya.

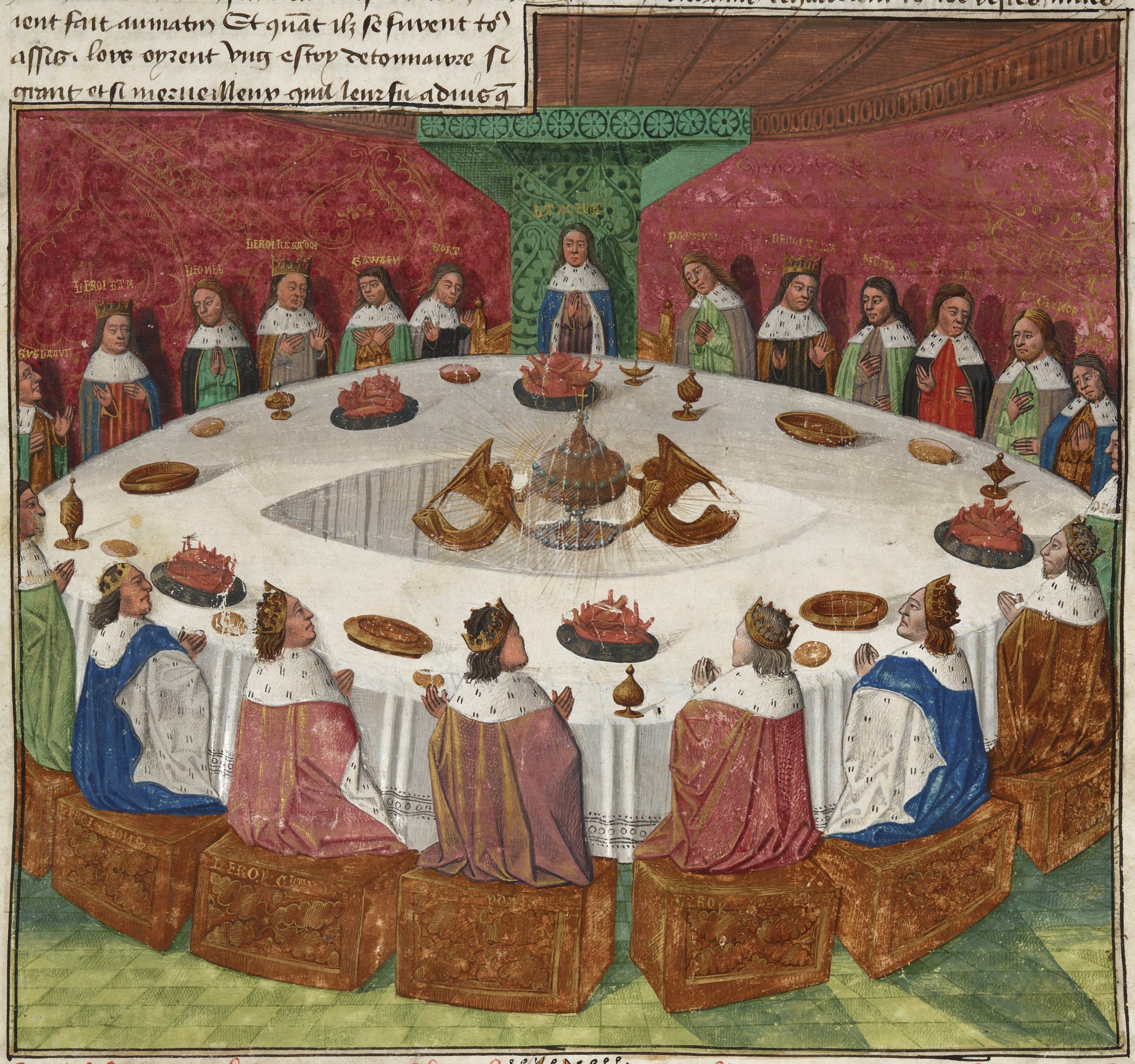
El rei Artús i els cavallers de la taula rodona. Al centre de la imatge, Lancelot.

## El mite
Segons la llegenda, era fill del rei Ban de Benoic i de la reina Elaine. Quan el seu pare morí, Lancelot fou adoptat per la Dama del Llac, que el va criar en un palau a les profunditats d'un llac. L'educà amb la seva profunda saviesa i en un ambient cortès per convertir-lo en el millor dels cavallers. I potser també en un amant modèlic.
Als divuit anys, fou conduït a la cort del rei Artús per ser armat cavaller. Les seves grans proeses i gestes cavalleresques al costat del rei Artús es veuen entrellaçades amb el seu amor adúlter amb la reina Ginebra, esposa d'Artús. Malgrat ser el millor cavaller del rei, també va ser el desencadenant de la seva desfeta quan les seves relacions secretes amb la reina Ginebra posen fi a la unitat de la cort.

Personatge ambivalent, en qui conviu el gran cavaller, el millor cavaller del món, i alhora l'adúlter que arrossega el gran pecat del seu amor il·legítim, és la imatge de «l'heroi captiu d'una figura femenina». Va ser violat per Elaine de Corbenic; hi va tenir sexe ebri creient-se que era Ginebra. Van engendrar un fill il·legítim, Galahad, futur cavaller de la taula rodona, que serà exemple de castedat, puresa i valentia, capaç i digne d'aconseguir el Graal.

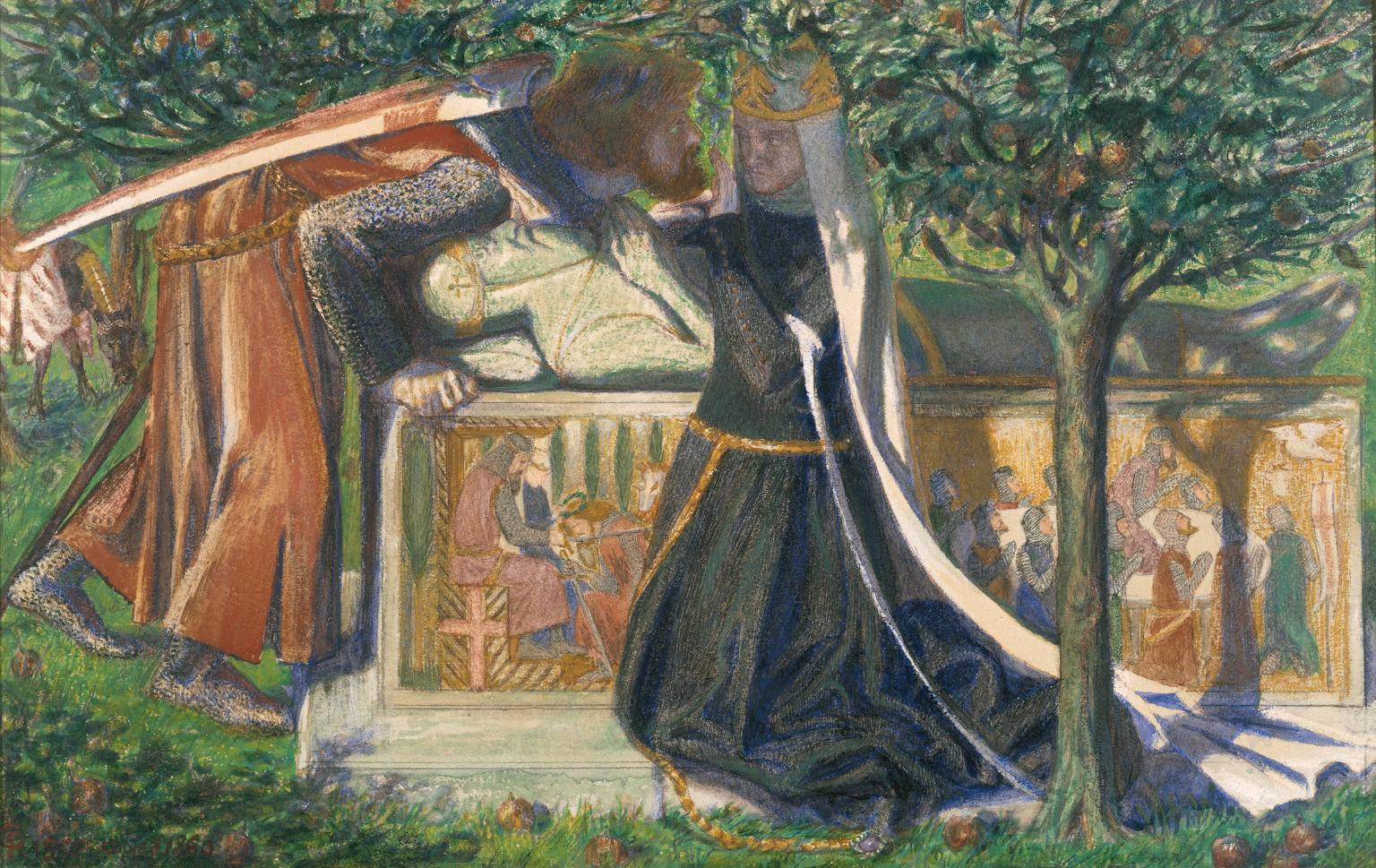
La darrera trobada de Lancelot i Ginebra davant la tomba d'Artús, segons Dante Gabriel Rossetti